# Agriades cassiope
Agriades cassiope is een vlinder uit de familie van de Lycaenidae. De wetenschappelijke naam van de soort is voor het eerst geldig gepubliceerd in 1998 door Thomas C. Emmel & John F. Emmel.